# جان پارک
جان پارک (انگلیسی: John Parke; ۲۲ سپتامبر ۱۸۲۷ – ۱۶ دسامبر ۱۹۰۰) فرد نظامی اهل ایالات متحده آمریکا بود.